# Szkoła Wyższa Ministerstwa Bezpieczeństwa Państwowego NRD
Szkoła Wyższa Ministerstwa Bezpieczeństwa Państwowego NRD (Hochschule des Ministeriums für Staatssicherheit) – ośrodek szkoleniowy pracowników służby bezpieczeństwa państwowego NRD. Szkoła została otwarta w dniu 16 czerwca 1951 r. w ówczesnym Poczdamie Eiche przez Waltera Ulbrichta, sekretarza generalnego KC SED jako Szkoła MBP (Schule des MfS), w październiku 1955 r. otrzymała statut szkoły wyższej (Hochschule), a 16 lutego 1965 r. nazwano ją Wyższą Szkołą Prawniczą w Poczdamie (Juristische Hochschule Potsdam). Mimo zmiany nazwy nie była to jednak szkoła prawnicza ani instytut badawczy prawa, nadal miała charakter uczelni MBP. Szkołę zamknięto w styczniu 1990 roku.

## Szkoła Głównego Zarządu Wywiadowczego
W skład uczelni wchodziła na prawach wydziału Szkoła Głównego Zarządu Wywiadowczego (Schule der HV A), z siedzibą w Gosen pod Berlinem. 

## Instytut Stosunków Międzynarodowych
W 1971 r. powstał Instytut Stosunków Międzynarodowych (Institut Internationale Beziehungen - Institut IB), który kształcił kadry dla służb bezpieczeństwa wielu krajów afrykańskich, m.in. Algierii, Angoli, Beninu, Etiopii, Gwinei, Gwinei-Bissau, Konga, Libii, Madagaskaru, Mozambiku, Republiki Zielonego Przylądka, Seszeli, Tanzanii, Wysp Świętego Tomasza i Książęcej oraz Zambii. Zajęcia odbywały się m.in. w obiektach specjalnych - nr 10 (Sonderobjekt 10) w Wollinie oraz nr 30 (Sonderobjekt 30), określanym też jako Langerönner Mühle, koło Bernau-Lobetal, oraz bezpośrednio w wybranych państwach. 
Finansowanie placówki było wydzielone w budżecie NRD, ujęte w części III pod „przykrywkową” nazwą Instytutu Zarządzania Państwem i Gospodarką (Institut für Staats- und Wirtschaftsführung), co pozwala wysnuć wniosek o jej znaczeniu w stosunkach z krajami które wymieniono.

## Szkoła Wartowniczo-Ochronna
W 1984 powołano Szkołę Wartowniczo-Ochronną (Fachschule WSE - Wach- und Sicherungseinheit) w Schönebeck, głównie dla potrzeb Jednostki Wartowniczej MBP (Wachregiment „F.E. Dzierzynski”). Następnie szkoła została przeniesiona do Ahrensfelde pod Berlinem.

## Siedziba
Uczelnia była zlokalizowana w Poczdamie-Golm przy Karl-Liebknecht-Str. 24-25. Obecnie znajduje się tu jeden z kampusów Uniwersytetu Poczdamskiego, m.in. wydziały matematyczno-przyrodnicze i humanistyczne.